# Trachelipus simplex
Trachelipus simplex là một loài chân đều trong họ Trachelipodidae. Loài này được Vandel miêu tả khoa học năm 1980.